# Monastère Saint-Alexandre de Souzdal

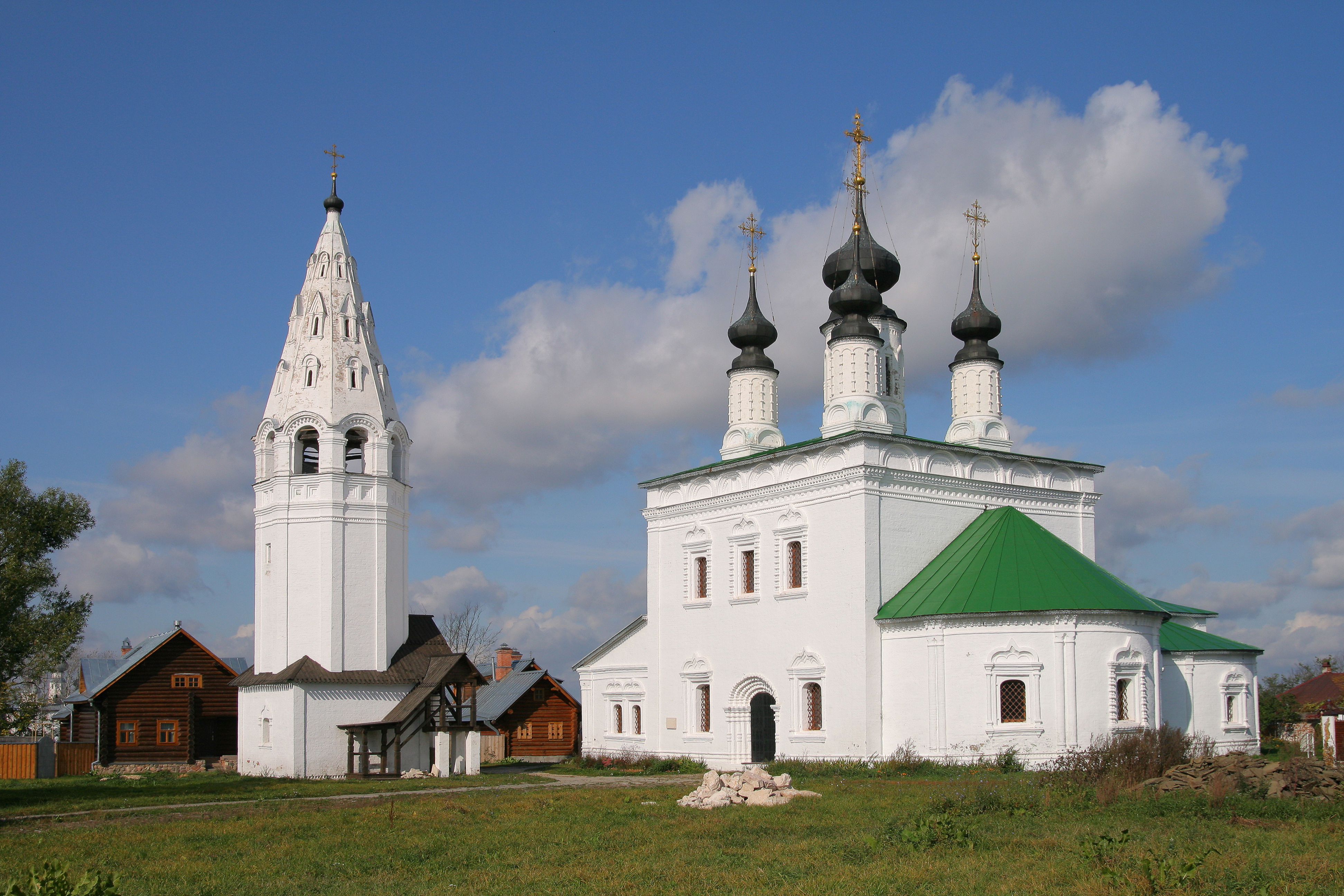
Église de l'Ascension et son clocher

Le monastère Saint-Alexandre (en russe : Александровский женский монастырь, soit monastère d'Alexandre pour femmes) est situé sur la rive gauche de la rivière Kamenka, à Souzdal. Selon la tradition, il a été fondé en 1240 par saint Alexandre Nevski. Les éléments les plus anciens du monastère n'existent plus. L'église de l'Ascension du Seigneur et son clocher qui composent l'ensemble ont été construits en 1695, grâce aux dons de la tsarine Natalia Narychkina, mère de Pierre le Grand.
En 1764, à la suite de la sécularisation des terres organisée par Catherine II, le monastère fut désaffecté et rattaché à l'église paroissiale. En 2006, eut lieu dans ses murs la refondation d'un nouveau monastère pour hommes. Il fait partie de l'éparchie de Vladimir et Souzdal. À l'origine, le monastère était, par contre, un couvent de femmes.
L'église de l'Ascension se présente comme un édifice de plan carré, à quatre façades et à deux étages. Elle est surmontée de cinq clochers à bulbes. Du côté est, une grande abside s'appuie sur le mur de l'église, au nord a été ajoutée une annexe chauffée et au nord-est un parvis (paperte). Les fenêtres sont garnies de décorations sculptées à l'étage et de plus simples colonnettes au rez-de-chaussée. Celles-ci réapparaissent sur les hauts tambours qui dominent l'édifice et soutiennent les cinq petits clochers à bulbes.
Sur une base octogonale peu élevée, s'élève le clocher en forme de tente. Un escalier est accroché à sa base. Ses murs sont pratiquement sans ornements, ce qui en fait un modèle unique dans l'architecture des clochers de ce type à Souzdal. La partie supérieure est décorée par des chambranles sculptés, entourant les petites baies-ouïes saillantes sur trois niveaux.
Dans la première moitié du XVIIIe siècle, a été ajoutée, autour du monastère, une petite enceinte garnie de tourelles décoratives ainsi que de tours de défense. À cette époque apparaissent aussi les Saintes-Portes à deux niveaux, à l'entrée du monastère. Elles rappellent celles du monastère de la Trinité dont les Saintes-Portes sont, à la suite de sa disparition, actuellement situées dans l'ensemble du Monastère de la Déposition-de-la-robe-de-la-Vierge. Cette ressemblance entre les portes n'est pas due au hasard : c'est Ivan Griaznov, l'architecte du monastère de la Déposition-de-la-robe-de-la-Vierge et de celui de la Trinité qui, à la fin du XVIIe siècle, dirigea les travaux de constructions de ces différents monastères.

## Sources
1. ↑  (ru) « Ансамбль Александровского монастыря », Informations du Registre d'État unifié des objets du patrimoine culturel , obtenues à l'aide de l'API de données ouvertes du ministère de la Culture de la fédération de Russie (consulté le 17 septembre 2023)

- Суздаль. Александровский монастырь (Monastère d'Alexandre)
- « Описание монастырей Суздаля. Фотографии. »(Archive.org • Wikiwix • Archive.is • Google • Que faire ?)(Monastères de Souzdal)